# Glacera dels Dards
La glacera dels Dards és una glacera en vies de desaparició situada al massís de les agulles Roges, sota el coll dels Dards, sobre el vessant sud-oest de l'agulla del Belvédère.
El seu punt culminant és a 2.790 m al coll des Dards, el baix al voltant de 2.650 m. però ja no té ni gruix (0 metres), ni longitud (0 m.), ni superfície (0,0 km²) tot i que es considera un pendent mitjà del 40 %.